# Florian Pawlik
Florian Pawlik (* 9. Mai 1987) ist ein ehemaliger deutscher Footballspieler.

## Laufbahn
Pawlik wurde in der Jugendabteilung der Wuppertal Greyhounds ausgebildet, später spielte er für den Nachwuchs der Düsseldorf Panther, mit dem er zweimal deutscher Jugendmeister wurde. 2007 stand der 1,88 Meter messende Tight End bei Frankfurt Galaxy in der NFL Europe unter Vertrag. Er zog mit Frankfurt in den World Bowl ein, verlor dort jedoch mit seiner Mannschaft gegen die Hamburg Sea Devils. Ebenfalls 2007 gehörte er zu den Footballspielern, die sich als Anschieber im Bobsport versuchten. Er nahm im Jahr 2008 im Viererbob an Europa-Cup-Rennen teil, im Januar 2009 wurde er in Königsee Vierter der Junioren-Weltmeisterschaft.
Im Football verstärkte er in der Saison 2009 den Erstligisten Braunschweig Lions, im Vorfeld des Spieljahrs 2010 wurde er zunächst von den Düsseldorf Panthern als Rückkehrer vermeldet, wechselte dann aber doch zu einem anderen Zweitligisten, den Mönchengladbach Mavericks. Danach spielte er wieder in Düsseldorf, ehe er zum Spieljahr 2013 zum Aufgebot der Berlin Adler stieß. 2014 gewann Pawlik mit den Hauptstädtern den Eurobowl.